# HD 219879
HD 219879，又名BD-18 6283，SAO 165628、HR 8869，是一颗恒星，视星等为5.93，位于銀經51.23，銀緯-66.96，其B1900.0坐标为赤經23h 14m 8.4s，赤緯-18° -66.96′ 22″。